# Earias uninotata
Earias uninotata är en fjärilsart som beskrevs av Walker 1862. Earias uninotata ingår i släktet Earias och familjen trågspinnare. Inga underarter finns listade i Catalogue of Life.